# Олењок (насеље)
Олењок (рус. Оленёк, јакутски: Өлөөн) је село, главно насеље Олењочког рејона на северозападу Републике Јакутије у Русији. Олењок се налази на истоименој реци, која утиче у Лаптевско море.
Село има 2228 становника 1989. године и 2265 2001. године.
Место, које је вредно пажње, је Историјско-етнографски музеј народа Севера.

## Клима
| Месец                                     | јан | феб | мар | апр | мај | јун | јул | авг | сеп | окт | нов | дец | годишње |
| ----------------------------------------- | --- | --- | --- | --- | --- | --- | --- | --- | --- | --- | --- | --- | ------- |
| Средње максималне дневне температуре (°C) | -37 | -31 | -18 | -7  | 2   | 14  | 20  | 15  | 6   | -7  | -28 | -32 | -9      |
| Средње минималне дневне температуре (°C)  | -43 | -39 | -31 | -20 | -6  | 5   | 8   | 5   | -1  | -14 | -33 | -38 | -17     |
| Средња мјесечна сума падавина (у )        | 11  | 8   | 12  | 13  | 22  | 42  | 50  | 39  | 31  | 28  | 18  | 15  | 289     |